# Louisiana Red

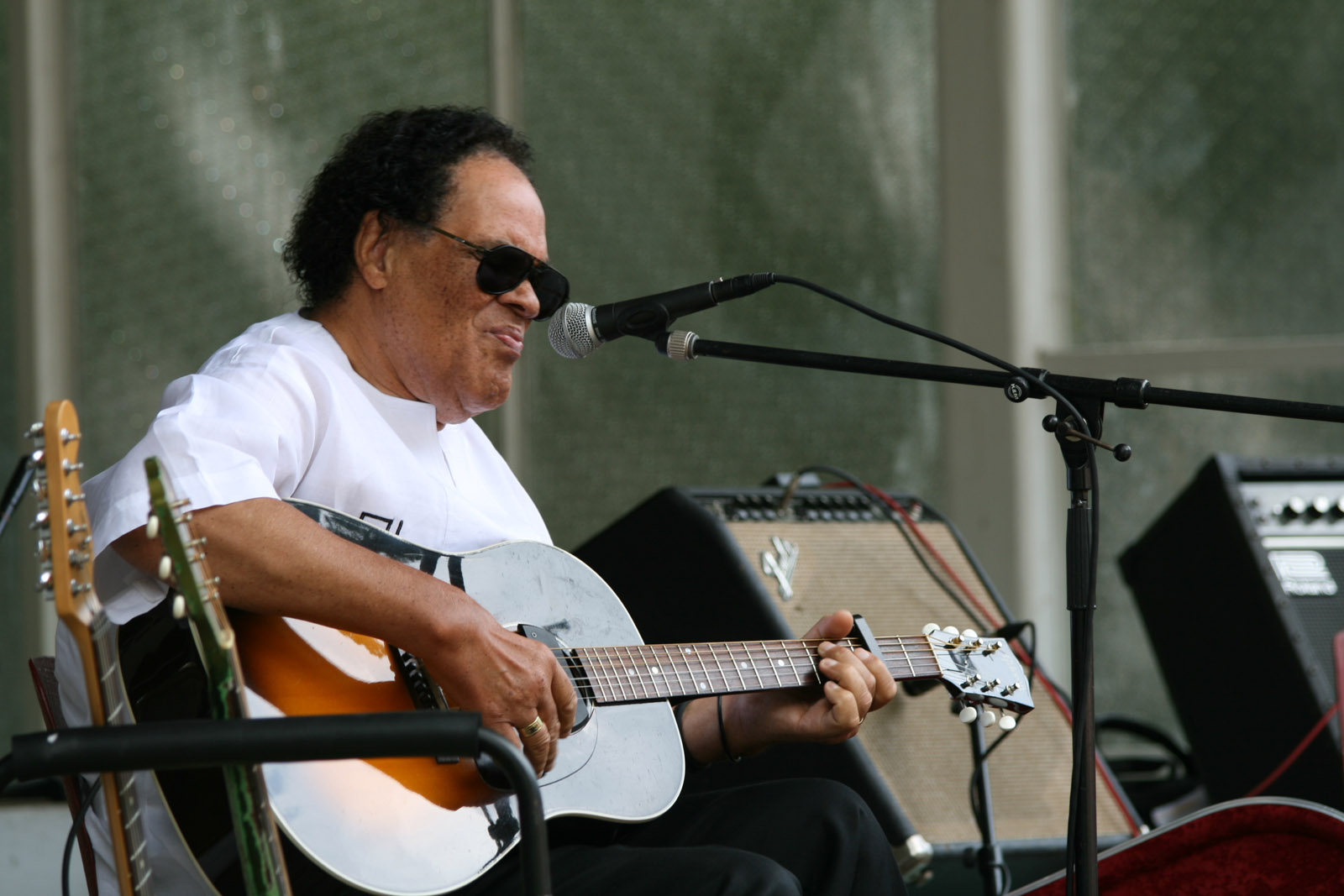
Louisiana Red im Hofgarten Düsseldorf, 28. Juli 2007

Louisiana Red (gebürtig Iverson Minter; * 23. März 1932 in Bessemer, Alabama; † 25. Februar 2012 in Hannover, Deutschland) war ein US-amerikanischer Bluesmusiker, der viele Auftritte in Europa absolvierte.

## Leben
Louisiana Red wurde mit dem Namen Iverson Minter geboren. Seine Mutter starb eine Woche nach seiner Geburt an einer Lungenentzündung. Als er fünf Jahre alt war, wurde sein Vater vom Ku Klux Klan ermordet. Drei Jahre lebte er in Waisenhäusern, dann bei seiner Großmutter in Pennsylvania. Bluesmusiker wollte er werden, seitdem er Muddy Waters kennengelernt hatte. Weitere Stationen seines Lebens waren zunächst allerdings eine Verurteilung zu Zwangsarbeit wegen Einbruchs und seine Teilnahme am Koreakrieg.
Bluesaufnahmen existieren von Louisiana Red seit 1949 auf den verschiedensten Labels. Ende der 1950er Jahre war er für ca. zwei Jahre in der Band von John Lee Hooker, machte sich dann aber wieder selbstständig. In Europa wurde Louisiana Red durch einen Auftritt beim Jazz-Festival Montreux 1975, eine Aufzeichnung des WDR Rockpalasts 1976 und durch seine Teilnahme beim American Folk Blues Festival (1980/81 und 1983) einem größeren Publikum bekannt. Er nahm auch mit Eunice Davis auf.
Der Künstlername Louisiana Red geht auf Iverson Minters Vorliebe für eine rote Chilisauce dieses Namens zurück. Außerdem hatte Red neben afrikanischem auch indianisches Blut in seinen Adern.
1983 erhielt er den Handy Award der Blues Foundation als bester traditioneller Bluesmusiker.
Im März 2001 übergab die Stadt Woodstock, New York, Louisiana Red den begehrten Stadtschlüssel, was der Ehrenbürgerwürde entspricht.
Im deutschsprachigen Raum tourte er bevorzugt mit der Stormy Monday Bluesband aus Essen, der Reutlinger Bluesgruppe Blueskraft,  Al Jones, Tin Pan Alley oder den Fantastic Boogaloo Kings bzw. Dynamite Daze, wie sich die letztgenannte Formation inzwischen nennt.
Seit 1981 lebte er in Deutschland (Hannover). 2005 erschien der Dokumentarfilm Red and Blues über ihn. Er starb 2012 in Hannover nach einem Schlaganfall.

## Auszeichnungen
- 1983: Handy Award
- 2009: Preis der deutschen Schallplattenkritik (2. Quartal) für Back to black Bayou
- 2009: Grand Prix du Disque (Blues) für Back to the Black Bayou
- 2010: Blues Music Award Acoustic Album of the Year (You got to Move)
- 2010: Blues Music Award Acoustic Artist of the Year'

## Diskographie
- Seventh Son, 1963 Carnival Rec.
- Lowdown Back Porch Blues, 1963 Roulette Rec.
- Shouts the Blues, 1970 Forum Circle Rec.
- Sings the Blues, 1972 Atlantic Rec.
- Lonesome Road , 1974 ATCO Rec.
- Sweet Blood Call, 1975 Blue Labor Rec.
- Dead Stray Dog, 1976 Blue Labor Rec.
- Live and Well, 1976 Ornament Rec.
- Red, Funk, and Blue, 1978 Black Panther Rec. mit Sugar Blue
- King Bee, 1978 Orchid Rec. mit Sugar Blue
- New York Blues!, 1979 L+R Rec.
- Reality Blues, 1979 L+R Rec.
- High Voltage, 1980 Black Panther Rec.
- Blues for Ida B., 1982 JSP Rec.
- Midnight Rambler, 1982 Tomato Rec.
- Boy from Black Bayou, 1983 L+R Rec.
- Anti Nuclear Blues, 1983 L+R Rec.
- Blues Classics, 1983 L+R Rec.
- Blues from the Heart, 1983 JSP Rec.
- Back to the Roots, 1984 L+R Rec.
- High Voltage Blues, 1984 JSP Rec. mit Sugar Blue
- My Life, 1984 L+R Rec.
- Bluesman, 1984 JSP Rec.
- Back to the Road again, 1984 CMA Rec.
- World on Fire, 1985 MMG Rec.
- Back to the Roots, 1987 CMA Rec.
- Hot Sauce, 1989 Red Lightnin' Rec.
- Louisiana Red , 1990 Forum Rec.
- Pretty Woman, 1991 Blues Beacon Rec.
- Ashland Avenue Blues, 1992 Chrisly Rec.
- Last Mohican off the Blues, 1992 Polton Rec.
- Brothers in Blues, 1993 CMA Rec.
- Louisiana Red Live at 55, with Stormy Monday Bluesband and Carey Bell, 1994 (Enja Records)
- Rising Sun Collection, 1994 JAMR
- Always played the Blues, 1994 JSP Rec.
- Sittin here Wonderin, 1995 Earwig Rec.
- The Best of Louisiana Red, 1995 Evidence Rec.
- Sugar Hips, 1995 CMA Rec.
- I hear the train coming, 1997 Chrisly Rec.
- Walked all night long, 1997 Blues Alliance Rec.
- Sings Deep Blues, 1997 P-Vine Rec.
- Over My Head, 1997 Chrisly Rec.
- The Winter and Summer Sessions, 1998 Blues Factory
- Rip Off Blues, 1998 Chrisly Rec.
- The Blues Spectrum of Louisiana Red, 1998 JSP Rec. mit Sugar Blue
- Millennium Blues, 1999 Earwig Rec.
- Driftin, 2001 Earwig Rec.
- Live at Montreux 75, 2001 Tomato Rec.
- A Different Shade of Red (The Woodstock Sessions), 2002 Severn Rec.
- Bad Case of the Blues, 2004 Mojo Tone Rec.
- No Turn on Red, 2005 Hightone Rec.
- Live at Painted Sky, 2008 Paul Prod.
- Back to the Black Bayou, 2008 Bluestown Rec./Ruf Records mit Little Victor & Kim Wilson
- You got to Move, 2009, mit David Maxwell
- Memphis Mojo, 2011, Ruf Records mit David Maxwell, Bob Corritore u. a.
- When my mama was living, 2012 (Labor Rec.) mit Lefty Dizz & Peg Leg Sam

## Filmografie
- 1976: Rockpalast
- 1982: Comeback
- 1988: Ballhaus Barmbeck
- 2001: Mississippi-Netervetil Dokumentation aus Finnland
- 2003: Bowers+Wilkins Festival DVD V.A.
- 2005: Red and Blues Dokumentation aus D/USA
- 2007: Live in Scandinavia DVD
- 2008: Family Meeting DVD aus Finnland V.A.
- 2011: 2010 Blues Music Awards DVD aus USA V.A.

## Als Gast
- Comeback Eric Burdon
- Live  Albert King (Aufn. 1977) CD 1993 Charly Rec. (mit Rory Gallagher)
- Walking the road Champion Jack Dupree
- Family Album Wentus Blues Band 2004
- Family Meeting Wentus Blues Band 2008 (2CD mit Mick Taylor, Kim Wilson u. a.)
- Nothin but the Blues, 1990 Castle Rec. V.A. 3CD